# Hasta siempre, Comandante
Pour les articles homonymes, voir Hasta siempre.
Hasta siempre, Comandante (ce qui signifie en français : Pour toujours, commandant) est une chanson en langue espagnole écrite en 1965 par Carlos Puebla.
Elle évoque le « commandant » Che Guevara au moment où celui-ci quitte le gouvernement cubain de Fidel Castro et part pour la république démocratique du Congo, dans le but de propager la révolution prolétarienne dans divers pays du monde, en commençant par l’Afrique en cours de décolonisation.
La chanson est devenue une icône après la mort tragique du « Che » en Bolivie en 1967.
Depuis sa parution, de nombreux artistes ont interprété diverses versions de cette chanson.

## Thème de la chanson
La chanson Hasta siempre, Comandante anticipe la fin tragique d'Ernesto Guevara à La Higuera, en Bolivie. Elle relate l'histoire presque légendaire de la révolution cubaine, glorifie le « Che » et le place au devant de la scène. Il est confirmé dans son rôle de représentant de la révolution prolétarienne.
Hasta siempre, Comandante veut dire en français Pour toujours, Commandant. Au-delà de n'être qu'une allusion au slogan Hasta la victoria siempre, la fin de cette chanson est aussi une affirmation que l'esprit du « Che » est pour toujours vivant dans la révolution cubaine.

À la fin de la chanson, on peut entendre un extrait du discours du Che auprès de l'ONU le 11 décembre 1964 : 
« Esa ola ira creciendo cada día que pase; 
 esa ola ya no parará más »
« Cette vague grandira chaque jour qui passe ; 
 cette vague ne s'arrêtera plus »
Les deux phrases sont ici inversées par rapport au discours original.

## Succès planétaire
La chanson a connu immédiatement le succès dans tous les pays hispaniques, en particulier en Espagne où la diffusion n'a pas été censurée par la police politique de Francisco Franco qui, au nom du panhispanisme, avait attribué une villa à Fidel Castro, originaire comme lui de Galice[pas clair][réf. nécessaire].

## Versions
Cette chanson a été traduite en plusieurs langues et reprise par de nombreux artistes, notamment ceux figurant dans la liste ci-dessous.
- Silvio Rodríguez (création en 1965)
- Claude Vinci, première version en français de cette chanson, sur l'album Chansons de la grande patience (1967)
- Joan Baez
- Verónica Rapella
- En 1969, le duo français Line et Willy en a interprété une version dont les paroles sont assez éloignées du texte orignal. Écrites par Jean Ferrat, elles évoquent discrètement le souvenir du Che. Cette chanson s'appelle La Jeunesse ne t'oublie pas
- Tony Coe avec José Menese et Beñat Achiary, album Les Voix d'Itxassou (1989)
- Le groupe de polyphonies corses Diana di l'Alba (1996)
- Nathalie Cardone[2] (1997)
- Grupo 5U4 (1997)
- Boikot[3] (1997)
- Pierre Vassiliu, album Parler aux Anges (1998)
- Cubamar, album Cantinero de Cuba (1999)
- María Farantoúri dans Very Best of Maria Farantouri (2000)
- King Mafrundi (2000)
- Hélène Ségara (2002) [réf. nécessaire]
- En 2003, dans une version du Buena Vista Social Club, les derniers vers furent modifiés d'« Y con Fidel te decimos: «¡Hasta siempre Comandante!» » (« Et avec Fidel nous te disons : "Pour toujours Commandant !" ») en « Y con Cuba te decimos : «¡Hasta siempre Comandante!» » (« Et avec Cuba nous te disons : "Pour toujours Commandant !" »)
- Basic Soul (2003) dans Capitaine, album Beodaare : la chanson est un hommage au président du Burkina Faso Thomas Sankara, mort assassiné
- Robert Wyatt (2007)
- Jahmila, album Concert Rome (2007)
- Gaël Garcia (2008)
- Arielle Dombasle (2010)
- Shy'm dans l'émission 300 chœurs pour les fêtes diffusée le 27 décembre 2017 sur France 3
- Barbara Luna
- Óscar Chávez[4]
- Afro Cuban All Stars
- Alma Ferida
- Chico Buarque
- Georges Dalaras
- Ines Rivero
- Ivan Della Mea
- 100% Collègues
- Los Calchakis
- Los guachos mamberos
- Los Machucambos
- Manco Inca
- Mohsen Namjoo
- Grup Yorum
- Mauro Sabbione
- Misa Kriola
- Oktober Klub international
- Soledad Bravo
- Amaury Perez
- Ferhat Mehenni (chanteur algérien kabyle, la chanson ayant été traduite en tamazight)
- Inti Illimani
- Luis Miguel
- Zebda